# Parroquia de Sabine
La parroquia de Sabine (en inglés, Sabine Parish) es una parroquia (subdivisión administrativa equivalente a un condado) del estado de Luisiana, Estados Unidos. En el censo de 2020 tenía una población de 22 155 habitantes. Tiene una población estimada, a mediados de 2021, de 22 135 habitantes.
La sede de la parroquia es Many.

## Geografía
Según la Oficina del Censo, la parroquia tiene un área total de 2620 km², de la cual 2245 km² son tierra y 375 km² son agua.

### Parroquias y condados adyacentes
- Parroquia de De Soto  (norte)
- Parroquia de Natchitoches (este)
- Parroquia de Vernon (sureste)
- Condado de Newton (Texas) (suroeste)
- Condado de Sabine (Texas) (oeste)
- Condado de Shelby (Texas) (noroeste)

## Carreteras
- U.S. Highway 171
- Carretera Estatal de Luisiana 6
- Carretera Estatal de Luisiana 118

## Demografía
En el 2000, los ingresos promedio de los hogares eran de $26,655 y los ingresos promedio de las familias eran de $32,470. Los hombres tenían ingresos per cápita de $29,726 versus $18,514 para las mujeres. Los ingresos per cápita eran de $15,199. Alrededor del 21.50% de la población estaba bajo el umbral de pobreza nacional.
De acuerdo con la estimación 2016-2020 de la Oficina del Censo, los ingresos promedio de los hogares son de $39,755 y los ingresos promedio de las familias son de $52,059. Los ingresos per cápita de los últimos doce meses, medidos en dólares de 2020, son de $23,260. Alrededor del 20.0% de la población está bajo el umbral de pobreza nacional.
| Raza                   | Núm.   | Porc.  |
| ---------------------- | ------ | ------ |
| Blancos                | 15 036 | 67.87% |
| Afroamericanos         | 3529   | 15.93% |
| Amerindios             | 1926   | 8.69%  |
| Asiáticos              | 63     | 0.28%  |
| Isleños del Pacífico   | 12     | 0.05%  |
| Otras razas            | 226    | 1.02%  |
| De una mezcla de razas | 1363   | 6.16%  |

Del total de la población, el 3.21% son hispanos o latinos de cualquier raza.

## Ciudades y pueblos
- Converse
- Fisher
- Florien
- Many
- Noble
- Pleasant Hill
- Zwolle